# Ґафше-Лашт-е-Неша
Ґафше-Лашт-е-Неша (перс. گفشه لشت نشا) — дегестан в Ірані, у бахші Лашт-е-Неша, в шагрестані Решт остану Ґілян. За даними перепису 2006 року, його населення становило 9187 осіб, які проживали у складі 2867 сімей.

## Населені пункти
До складу дегестану входять такі населені пункти:
- Аджі-Бузає
- Алі-Бозає
- Бала-Махале-Ґафше
- Джу-Пошт
- Джур'яб
- Есталак
- Кенар-Сар-е-Арбабі
- Лімучаг
- Ляле-Ґафше
- Міян-Махале-Ґафше
- Пас-Біджар-Ґафше
- Чалікдан
- Чапак-е-Наземі-Махале
- Чапак-е-Шафіа-Махале
- Чафу-Чаг
- Шейхан-Ґафше